# Septoria darrowii
Septoria darrowii è una specie di fungo ascomicete della famiglia delle Mycosphaerellaceae. Parassita, causa la septoriosi delle piante di lampone.